# 宋孝王
宋孝王（？—580年），北齐、北周史学家，广平郡列人县人。北魏清河郡太守宋世良从子。
宋孝王涉猎学問，喜欢編纂文章。形貌矮小短躯，喜欢臧否人物，当時士人都讨厌他。在段孝言部下担任開府参軍，被推荐为北平王文学。求入文林館没有如愿，于是非毁北齐朝士，撰《朝士别录》二十卷。北齐滅亡后，增补《朝士别录》改为《关东风俗传》六十三卷。《北史》说他言多妄谬，篇第冗杂，无著述体。北周大象二年（580年）参与尉迟迥之乱，被杀。